# Mușchiul popliteu
Mușchiul popliteu  (Musculus popliteus) este un mușchi lat, scurt, turtit și triunghiular, situat pe partea posterioară a genunchiului în profunzimea fosei poplitee și pe partea superioară a feței posterioare a tibiei. Are originea pe porțiunea posterolaterală a condilului lateral al femurului și pe capsula articulară a articulației genunchiului. De aici se îndreaptă oblic în jos și medial și se termină pe linia mușchiului solear a tibiei și pe porțiunea feței posterioare a acestui os situată deasupra acestei linii. Între față profundă a mușchiului popliteu  și capsula articulară a articulației genunchiului se dezvoltă o bursă sinovială, recesul subpopliteu (Recessus subpopliteus), care comunică cu cavitatea articulară. Este inervat de o ramură a nervului tibial. Mușchiul popliteu flectează gamba pe coapsă și rotește gamba înăuntru.